# Kiao-tshou-aftalen
Kiau-tschou-aftalen (Jiaozhou-aftalen) var om et af Tyskland forpagtet område i den kinesiske provins Shandong, øst for Jiaozhoubugten, en 33 km lang, 2,6 km. bred, omkring 550 km2 stor havbugt på
Shandonghalvøen. Området er opkaldt efter byen Kiau-tscou (nu Jiaozhou) omfattede et areal på 501 km2, med 33.000 indbyggere (1908, heraf var 3.858 af europæisk herkomst). Som repressalier for et missionærmord i byen Tschang-Kio-Tschuang besattes Kiau-tschou af tyskerne den 15. november 1897. Ved en aftale af 6. marts 1898 overdroges området og bugten til dem for en periode på 99 år, og grænsen fastlagdes i oktober samme år. Derved bestemtes, at et område af 50 km bredde (7.650 km2, med omkring 1,2 mio. kinesiske indbyggere, heraf omkring 40.000 i byen Jiaozhou) skulle danne en neutral zone omkring det forpagtede territorium. Dette omfattede en halvø mellem Kiau-tschou-bugten og havet. På halvøens yderste spids lå hovedbyen, Tsingtau (nu Qingdao). Havnen, hvis indløb er l,5 km bredt og 25-30 m dybt, var rummelig og isfri hele året samt havde fortøjnings-bassiner med 10 m. dybde, værksteder, værft, en større flydedok med mere. I begyndelsen af det 20. århundrede udviklede Tsingtau sig til en betydelig handelsby og fik jernbaneforbindelse til Jinan, provinsen Schadongs hovedstad, hvorfra banen videreudbyggedes til Tianjin. De topografiske forhold ved Qingdao var temmelig gunstige for forsvaret, og der anlagdes derfor befæstninger på de omkringliggende højdedrag. Forholdene ved Qingdao udviste en vis lighed med Port Arthur, og med færdigudbygningen af de planlagte befæstningsanlæg, ansås Kiau-tschou at være fuldt ud sammenlignelig med denne, sådan som denne var under begivenhederne i 1904. Tyskland anvendte store summer til landets udvikling på forskellige måder: skoler for kinesere (blandt andet oprettedes en læreanstalt med teknisk, medicinsk, statsvidenskabelig og landbrugsafdeling) og veje blev anlagt, bekostelige havneanlæg anlagdes og så videre. En baptistisk missionsstation fandtes også.
I regnskabet for 1909-10 opgjordes indkomsterne til 12,16 mio. mk (hvoraf Kiau-tschous egne 3,6 mio., tilskud fra riget 8,5 og lån 2,1) og udgifterne til 14,27 mio. mk (hvoraf l,3 mio. for den civile og 3,55 mio. for den militære forvaltning). Landets produkter var frugter af forskellige slags, silke og kul. Importen til Qingdao voksede i 1907 til 31,3 mio. dollars, eksporten til 18,4 mio. dollars. Antallet af indkomne skibe var 432 stk, i alt 519.000 ton. Hovedimporten udgjordes af råbomuld, bomuldsvarer, metaller, sukker og tændstikker, eksporten af halmmåtter, silke, sojabønner og jordnødder.

## Eksterne Henvisninger
- Nordisk Familjebok, Uggleupplagan (1910), bind 13, sp. 1480; opslag: Kiau-tschöu

36°5′44″N 120°19′54″Ø / 36.09556°N 120.33167°Ø